# Нырмыч-4
Нырмыч-4 — посёлок сельского типа в Верхнекамском районе Кировской области России. Входит в состав Созимского сельского поселения.

## География
Посёлок находится на северо-востоке Кировской области, в центральной части Верхнекамского района, на берегу реки Вьюк. Абсолютная высота — 209 метров над уровнем моря.
Расстояние до районного центра (города Кирс) — 32 км.

## Население
По данным всероссийской переписи 2010 года, в посёлке проживал только 1 человек.

## История
Посёлок был ликвидирован в 2010 году.

## Фотогалерея

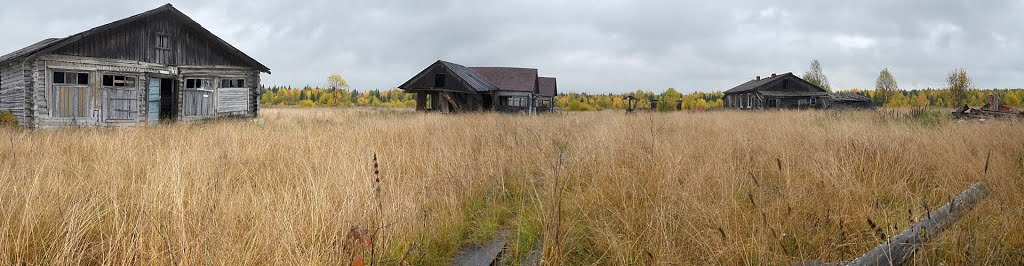
Нырмыч-4
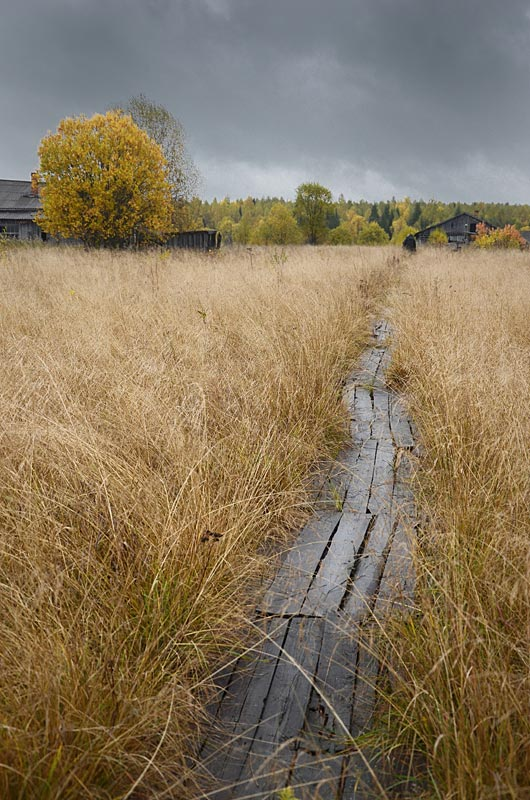
Нырмыч-4
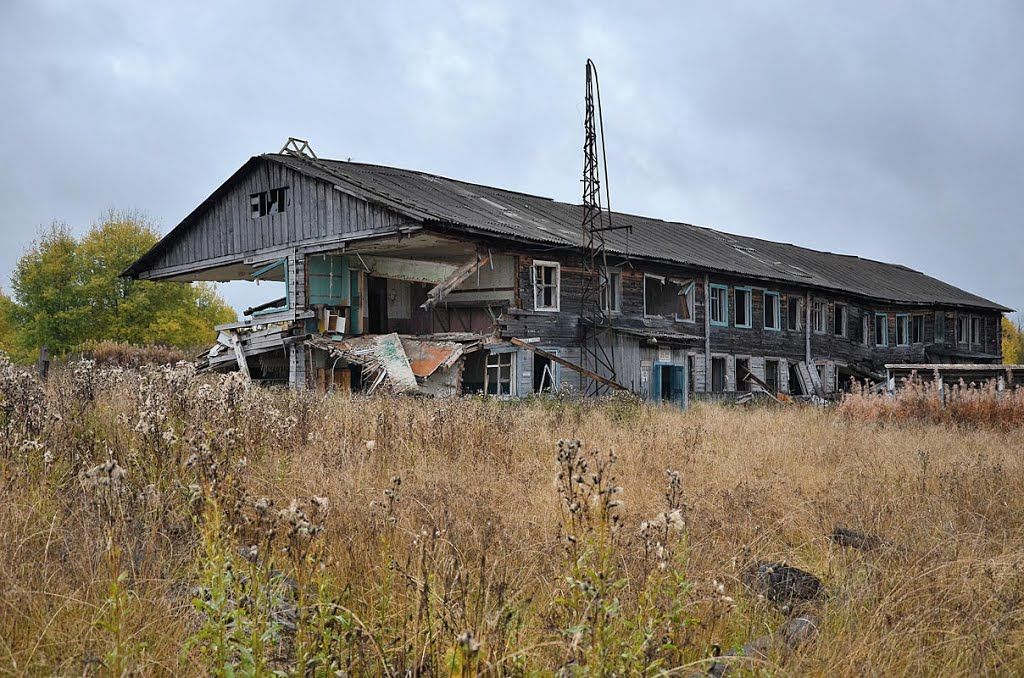
Нырмыч-4
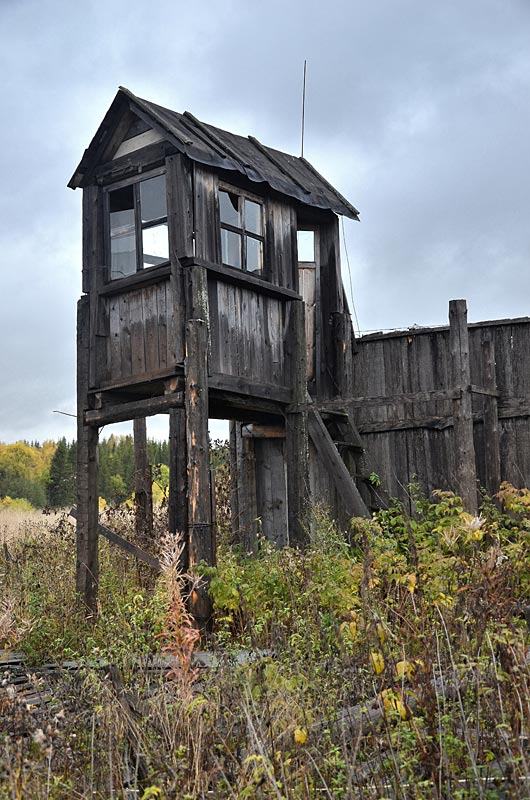
Нырмыч-4
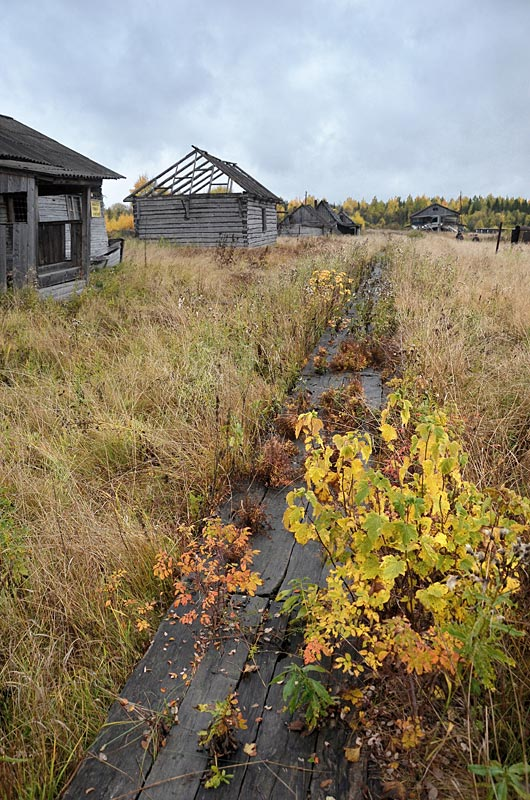
Нырмыч-4
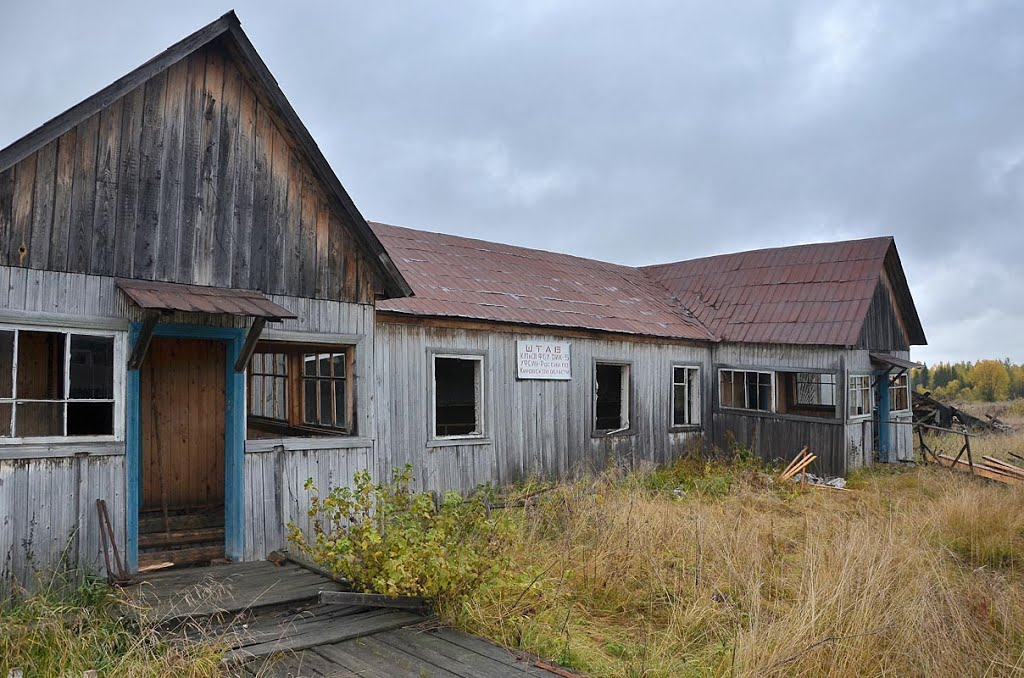
Нырмыч-4